# 仁木イワノ
仁木 イワノ（にき イワノ、1897年（明治30年） - 1972年（昭和47年）11月13日）は、日本の看護師。日本赤十字香川県支部病院救護看護婦養成所卒業。徳島県出身。フローレンス・ナイチンゲール記章受章。

## 生涯
日本赤十字社京都支部、徳島県の若林病院に勤務。その後、日中戦争・第二次世界大戦中は病院船やハルビン陸軍病院などに勤務。戦後は国立徳島病院・徳島大学病院などで総婦長を務めた。
1967年（昭和47年）に第21回フローレンス・ナイチンゲール記章受章。